# Sådan er porno
|  | Denne artikel er oprettet af botten PalnaBot ud fra en ekstern database. Den kan derfor have sproglige fejl eller mangler. Denne skabelon kan fjernes efter kontrol af indholdet. |

Sådan er porno er en film fra 1971 instrueret af Werner M. Lenz.

## Handling
Adskillige kendte og ukendte personer udspørges om porno med en række indklip af erotiske scener. Man får de mange meninger om pro og contra.